# Acrea (filla d'Asterió)
Acrea (en grec antic: Ἀκραία) segons la mitologia grega, era una nàiade filla del déu-riu Asterió que juntament amb les seves germanes Eubea (Εὔβοια) i Prósimna (Προσύμνα) van ser les nodrisses de la deessa Hera.
Segons diu Pausànias, una muntanya que hi ha davant del temple d'Hera a Micenes s'anomenava Acrea.